# 特雷庇姑娘
《特雷庇姑娘》是德国诺贝尔文学奖获得者保罗·海泽于1855年发表的中篇小说。 这部小说被翻译成意大利语（La franciulla di Treppi，1863）、丹麦语（Pigen fra Treppi，1873）、英语（The Maid of Treppi，1891）、荷兰语（1964）、中文（1981）等多种语言。 

## 内容
律师菲利普·曼尼尼因为仗义执言，被政敌赶出佛罗伦萨。他在波洛尼亚的朋友因为涉嫌参与骚动被当局盯上，其实都是政府的阴谋。为了荣誉，菲利普被迫去皮斯托亚与对手决斗，他知道当局是以此为借口缉捕他。他以走私者为向导，来到托斯卡纳山村特雷庇，第二天早上赶路。在特雷庇，菲利普借宿于22岁少女费妮婕·卡塔涅奥家中。两人七年前曾经初识，并陷入爱河。但费妮婕的家人把她禁锢了起来，菲利普被气走了。这么多年她一直没能将他忘怀，拒绝了所有追求者。这时她的父母已然过世三年，再没有什么势力横在他们中间了。
费妮婕发现菲利普一意孤行奔赴决斗后，决定阻止这场血雨腥风。她趁菲利普睡觉时打发走了他的向导，并设法让他睡过了头。第二天，菲利普不得不随费妮婕下山，因为其他人都进山了。费妮婕引他走错了路。她在早上的酒里滴下了从自己最心爱的狗心里取出的鲜血，据说是爱药，魔力无法抵挡。执拗的菲利普丢开费妮婕，继续朝一个牧人小屋走去，可总是无法摆脱姑娘。结果跌落悬崖不省人事。费妮婕让两个牧羊人将菲利普抬回家治伤，然后前往皮斯托亚报信。
费妮婕带回了决斗者和医生。这些决斗者其实是前来逮捕菲利普的警察，费妮婕联合村民们围堵，逼退了他们。菲利普在山村住了十天，费妮婕决定放他自由。菲利普却拜倒在她跟前，悲痛的喊道：“我的世界已是一片空虚，我的生活中唯有仇恨，我过去的故乡和现在的故乡都容不下我，要是我再不得不失去你，我还为什么活啊”。费妮婕激动地说“我也愿意是你的！”第二天，这对情侣便一起骑马前往热那亚。

## 影响
1965 年，厄勒指出，凯勒在1859年写信给海泽，他创作的女性角色——包括费妮婕——打动了他。

## 脚注
1. ↑  Sprengel, S. 365, 21. Z.v.u.
2. ↑  Martin, S. 21, erster Eintrag
3. ↑  Erler im Nachwort der verwendeten Ausgabe, S. 497, 18. Z.v.o.